# そんなコロッケな!?
『そんなコロッケな!?』（そんなコロッケな）は、1991年10月17日から同年12月19日までTBS系列局で放送されていたTBS製作のバラエティ番組である。全10回。放送時間は毎週木曜 19:30 - 20:00 （日本標準時）。
ものまね四天王の1人であるコロッケと、彼が持ちネタにしている美川憲一本人が共演していた番組である。前番組『仰天!くらべるトラベル』まではサンスターの一社提供だったが、本番組はサンスターを含む複数社提供で放送されていた。

## 出演者
- コロッケ
- 美川憲一
- 峰竜太
- LL BROTHERS
- 細川俊之
- あいざき進也

## 放送リスト
| 回 | 放送日   | サブタイトル                          |
| -- | -------- | ------------------------------------- |
| 1  | 10月17日 | LL兄弟は見た・細川俊之と正和の恐怖    |
| 2  | 10月24日 | モノマネ連発・工藤栄作に美奈子爆笑    |
| 3  | 10月31日 | 初公開・驚異の歌マネ チャゲ&飛鳥二役  |
| 4  | 11月7日  | 新ネタ・ものまね対談 田村正和の私生活 |
| 5  | 11月14日 | ものまね対談 森進一のパパ             |
| 6  | 11月21日 | コロッケ爆笑モノマネ 芸能界メッタ斬り |
| 7  | 11月28日 | 大霊界の使者？ニセ丹波の言いたい放題  |
| 8  | 12月5日  | 爆笑五木ネタの嵐・客席乱入で大混乱    |
| 9  | 12月12日 | 毒舌全開・淡谷のり子                  |
| 10 | 12月19日 | 本人激怒 森進一ネタ                   |

参考：『毎日新聞縮刷版』毎日新聞社、1991年10月17日 - 同年12月19日付のラジオ・テレビ欄 エラー: 日付が正しく記入されていません。（説明）。

## ネット局
| 放送対象地域   | 放送局                    | 系列           | 放送曜日・放送時間       | 遅れ       | 備考                 |
| -------------- | ------------------------- | -------------- | ------------------------ | ---------- | -------------------- |
| 関東広域圏     | 東京放送（TBS）           | TBS系列        | 木曜 19時30分 - 20時00分 | 同時ネット | 製作局 現・TBSテレビ |
| 北海道         | 北海道放送（HBC）         | TBS系列        | 木曜 19時30分 - 20時00分 | 同時ネット |                      |
| 青森県         | 青森テレビ（ATV）         | TBS系列        | 木曜 19時30分 - 20時00分 | 同時ネット |                      |
| 岩手県         | 岩手放送（IBC）           | TBS系列        | 木曜 19時30分 - 20時00分 | 同時ネット | 現・IBC岩手放送      |
| 宮城県         | 東北放送（TBC）           | TBS系列        | 木曜 19時30分 - 20時00分 | 同時ネット |                      |
| 山形県         | テレビユー山形（TUY）     | TBS系列        | 木曜 19時30分 - 20時00分 | 同時ネット |                      |
| 福島県         | テレビユー福島（TUF）     | TBS系列        | 木曜 19時30分 - 20時00分 | 同時ネット |                      |
| 山梨県         | テレビ山梨（UTY）         | TBS系列        | 木曜 19時30分 - 20時00分 | 同時ネット |                      |
| 新潟県         | 新潟放送（BSN）           | TBS系列        | 木曜 19時30分 - 20時00分 | 同時ネット |                      |
| 長野県         | 信越放送（SBC）           | TBS系列        | 木曜 19時30分 - 20時00分 | 同時ネット |                      |
| 静岡県         | 静岡放送（SBS）           | TBS系列        | 木曜 19時30分 - 20時00分 | 同時ネット |                      |
| 富山県         | チューリップテレビ（TUT） | TBS系列        | 木曜 19時30分 - 20時00分 | 同時ネット |                      |
| 石川県         | 北陸放送（MRO）           | TBS系列        | 木曜 19時30分 - 20時00分 | 同時ネット |                      |
| 中京広域圏     | 中部日本放送（CBC）       | TBS系列        | 木曜 19時30分 - 20時00分 | 同時ネット | 現・CBCテレビ        |
| 近畿広域圏     | 毎日放送（MBS）           | TBS系列        | 木曜 19時30分 - 20時00分 | 同時ネット |                      |
| 鳥取県・島根県 | 山陰放送（BSS）           | TBS系列        | 木曜 19時30分 - 20時00分 | 同時ネット |                      |
| 岡山県・香川県 | 山陽放送（RSK）           | TBS系列        | 木曜 19時30分 - 20時00分 | 同時ネット | 現・RSK山陽放送      |
| 広島県         | 中国放送（RCC）           | TBS系列        | 木曜 19時30分 - 20時00分 | 同時ネット |                      |
| 山口県         | テレビ山口（tys）         | TBS系列        | 木曜 19時30分 - 20時00分 | 同時ネット |                      |
| 高知県         | テレビ高知（KUTV）        | TBS系列        | 木曜 19時30分 - 20時00分 | 同時ネット |                      |
| 福岡県         | RKB毎日放送（RKB）        | TBS系列        | 木曜 19時30分 - 20時00分 | 同時ネット |                      |
| 長崎県         | 長崎放送（NBC）           | TBS系列        | 木曜 19時30分 - 20時00分 | 同時ネット |                      |
| 熊本県         | 熊本放送（RKK）           | TBS系列        | 木曜 19時30分 - 20時00分 | 同時ネット |                      |
| 大分県         | 大分放送（OBS）           | TBS系列        | 木曜 19時30分 - 20時00分 | 同時ネット |                      |
| 宮崎県         | 宮崎放送（MRT）           | TBS系列        | 木曜 19時30分 - 20時00分 | 同時ネット |                      |
| 鹿児島県       | 南日本放送（MBC）         | TBS系列        | 木曜 19時30分 - 20時00分 | 同時ネット |                      |
| 沖縄県         | 琉球放送（RBC）           | TBS系列        | 木曜 19時30分 - 20時00分 | 同時ネット |                      |
| 愛媛県         | 南海放送（RNB）           | 日本テレビ系列 | 日曜 12時00分 - 12時30分 | 3日遅れ    |                      |

## スタッフ
- 構成：沢口義明、清水東、井上知幸／白崎和彦、阿部一也、鶴芳郎
- ＴＤ：和気文雄
- ＶＥ：丹野至之
- カメラ：広瀬正行
- 照明：飯島雅宏
- 音声：近藤洋一
- 効果選曲：大野友造
- 編集：七條健司
- ＭＡ：渡辺佳巳
- 美術デザイン：相野道生
- 美術制作：安田和郎
- 大道具：長和彦
- 小道具：今野輝昭
- 持道具：高井佳子
- 衣裳：早船光則
- ロケ技術：ＰＥＣ
- 衣裳デザイン：南流石
- 衣裳製作：ｓｔ．ＰＵＳＨ
- 協力：藤本鐡男（ビジョンファーム）
- 制作協力：ＭＩＹＡエンタープライズ
- プロデューサー／演出：田代誠
- 演出：伊佐野英樹、高田卓哉
- 製作著作：ＴＢＳ

| TBS系列 木曜19:30枠                                     | TBS系列 木曜19:30枠                                    | TBS系列 木曜19:30枠                                   |
| 前番組                                                  | 番組名                                                 | 次番組                                                |
| ------------------------------------------------------- | ------------------------------------------------------ | ----------------------------------------------------- |
| 仰天!くらべるトラベル （1991年4月11日 - 1991年9月26日） | そんなコロッケな!? （1991年10月17日 - 1991年12月19日） | コロッケ!!噂の芸能界 （1992年1月9日 - 1992年3月26日） |